# Жилле, Клод-Казимир
Клод-Казимир Жилле (фр. Claude Casimir Gillet; 1806—1896) — французский миколог и ботаник.

## Биография
Клод-Казимир Жилле родился 19 мая 1806 года в Дормане. Как и его отец, Жилле учился на военного ветеринара, в 1823 году поступив в Альфорское ветеринарное училище. В 1825 году он был удостоен креста ордена Почётного легиона.
В 1830 году Казимир присоединился к французской военной экспедиции в Алжир. Там Жилле на протяжении четырёх лет имел возможность изучать флору Средиземноморского региона.
Вернувшись во Францию, Жилле поселился в Лионе, где учился энтомологии у Этьена Мюльсана. В последующие несколько лет Жилле издал четыре важных тезиса по ветеринарии. В 1847 году он переехал в Алансон, где жил до своей смерти.
В 1863 году была издана книга Nouvelle Flore Française, содержавшая краткие описания множества растений со всей Франции, — результат совместной работы Жилле и профессора Альфорского училища Жана Анри Маня. Затем Клод-Казимир начал работу над книгой по флоре грибов. Первая её часть была опубликована в 1874 году, точные даты издания последующих частей неизвестны, последняя вышла в 1893 году. В книге содержались первые описания и цветные рисунки многих макромицетов (высших грибов) Франции. После издания этой книги Жилле приобрёл известность не только во всей Франции, но и в Германии, Англии, США.
1 сентября 1896 года Клод-Казимир Жилле скончался.
В настоящее время большая часть гербарных образцов грибов, собранных Жилле, хранится в гербарии Парижского музея естествознания (PC).

## Некоторые научные работы
- Gillet, C.C. (1874—1893). Les hyménomycètes.
- Gillet, C.C. (1874—1878). Les champignons.
- Gillet, C.C. (1879—1895). Champignons de France. Les discomycètes.
- Gillet, C.C. (1891). Champignons de France. Les gastéromycètes.

## Роды грибов, названные в честь К. Жилле
- Gilletia Sacc. & Penz. ex Sacc., 1882
- Gilletiella Sacc. & P.Syd., 1899